# Greg Mathias
 (novembre 2024).
La mise en forme du texte ne suit pas les recommandations de Wikipédia : il faut le « wikifier ».
Les points d'amélioration suivants sont les cas les plus fréquents :
- Les titres sont pré-formatés par le logiciel. Ils ne sont ni en capitales, ni en gras.
- Le texte ne doit pas être écrit en capitales (les noms de famille non plus), ni en gras, ni en italique, ni en « petit »…
- Le gras n'est utilisé que pour surligner le titre de l'article dans l'introduction, une seule fois.
- L'italique est rarement utilisé : mots en langue étrangère, titres d'œuvres, noms de bateaux, etc.
- Les citations ne sont pas en italique mais en corps de texte normal. Elles sont entourées par des guillemets français : « et ».
- Les listes à puces sont à éviter, des paragraphes rédigés étant largement préférés. Les tableaux sont à réserver à la présentation de données structurées (résultats, etc.).
- Les appels de note de bas de page (petits chiffres en exposant, introduits par l'outil «  Source ») sont à placer entre la fin de phrase et le point final[comme ça].
- Les liens internes (vers d'autres articles de Wikipédia) sont à choisir avec parcimonie. Créez des liens vers des articles approfondissant le sujet. Les termes génériques sans rapport avec le sujet sont à éviter, ainsi que les répétitions de liens vers un même terme.
- Les liens externes sont à placer uniquement dans une section « Liens externes », à la fin de l'article. Ces liens sont à choisir avec parcimonie suivant les règles définies. Si un lien sert de source à l'article, son insertion dans le texte est à faire par les notes de bas de page.
- La présentation des références doit suivre les conventions bibliographiques. Il est recommandé d'utiliser les modèles {{Ouvrage}}, {{Chapitre}}, {{Article}}, {{Lien web}} et/ou {{Bibliographie}}. Le mode d'édition visuel peut mettre en forme automatiquement les références.
- Insérer une infobox (cadre d'informations à droite) n'est pas obligatoire pour parachever la mise en page.

Pour une aide détaillée, merci de consulter Aide:Wikification.
Si vous pensez que ces points ont été résolus, vous pouvez retirer ce bandeau et améliorer la mise en forme d'un autre article.
 (novembre 2024).
Si vous disposez d'ouvrages ou d'articles de référence ou si vous connaissez des sites web de qualité traitant du thème abordé ici, merci de compléter l'article en donnant les références utiles à sa vérifiabilité et en les liant à la section « Notes et références ».
 (novembre 2024).
Pour les articles homonymes, voir Mathias.
Grégoire « Greg » Mathias (né le 22 janvier 1967 à Périgueux) est un peintre, sculpteur et expert en art de nationalité française. Élève de Riccardo Licata, il est diplômé de l'École nationale supérieure des Beaux-Arts de Paris en 1989.
Ses œuvres appartiennent au mouvement Néo Cubiste, auquel Mathias a introduit une dimension temporelle en réalisant plusieurs vues d'un objet ou d'un même lieu à plusieurs moments et sous des angles différents. Il est l'inventeur de cette approche du cubisme que l'on nomme aujourd'hui cubisme diachronique.

## Biographie
Mathias a réalisé de nombreuses fresques monumentales, notamment pour l’Hôtel Comte Rouge à Thonon-les-Bains, les magasins des canelés Baillardran à Bordeaux ou encore le château d'eau de Croazou à Plounevez-Lochrist.
En 2020, il collabore avec la WFUNA dans le cadre du programme d'art philanthropique de l'organisation pour produire une linogravure sur la nécessité de défendre le multilatéralisme et la coopération. WFUNA a ensuite commandé à l'artiste l'affiche 2020 de la Journée des Nations Unies (24 octobre) sur le thème de la fragilité de la paix. Il crée alors une colombe sur fond noir, composée de multiples drapeaux.
Grégoireg Mathias présente des similitudes avec les artistes Jacques Villon, Tamara de Lempicka, Henry Valensi, ou encore Jean Souverbie.

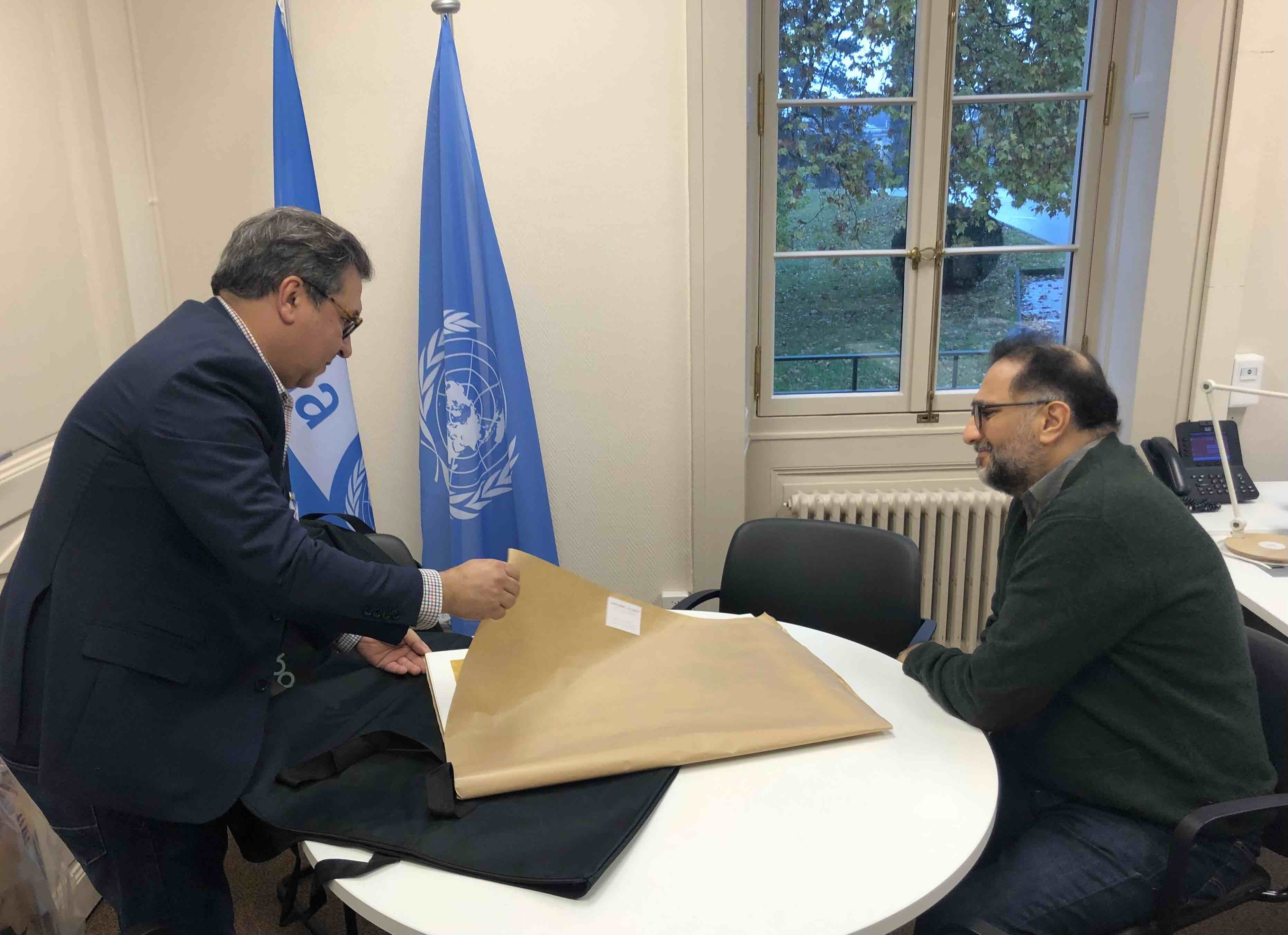
Greg Mathias présentant une linogravure au Secrétaire Général de WFUNA, Bonian Golmohammadi, Genève le 2 novembre 2020